# Kotjärnen (Älvdalens socken, Dalarna)
Kotjärnen är en sjö i Älvdalens kommun i Dalarna och ingår i Dalälvens huvudavrinningsområde.